# 쇼난다이역
쇼난다이역(일본어: 湘南台駅、しょうなんだいえき)(영어: Shonandai Station)은 일본 가나가와현 후지사와시에 있는 철도역이다.

## 타는 곳

### 오다큐 전철
| 1 | ■ 에노시마 선 | 후지사와 · 가타세에노시마 방면             |
| 2 | ■ 에노시마 선 | 야마토 · 사가미오노 · 마치다 · 신주쿠 방면 |

- 태양 전지를 설치하여 태양광 발전을 도입하였다.

### 사가미 철도
| 1·2 | ■ 이즈미노 선 | 이즈미노 · 후타마타가와 · 요코하마 니시타카시마다이라 아카바네이와부치 우라와미소노 방면 |

### 요코하마 시 교통국
| 1·2 | ■ 블루 라인(1호선) | 도쓰카 · 가미오오카 · 간나이 · 사쿠라기초 요코하마 · 신요코하마 · 아자미노 방면 |

## 역세권 정보
- 국도 제467호선

## 역사
- 1966년 11월 7일: 오다큐 전철의 철도역이 영업 개시.
- 1999년 3월 10일: 사가미 철도의 철도역이 영업 개시.
- 1999년 8월 29일: 요코하마 시 교통국의 철도역이 영업 개시.
- 2007년 9월 15일: 요코하마 시 교통국의 철도역에 스크린도어를 설치.

## 사진

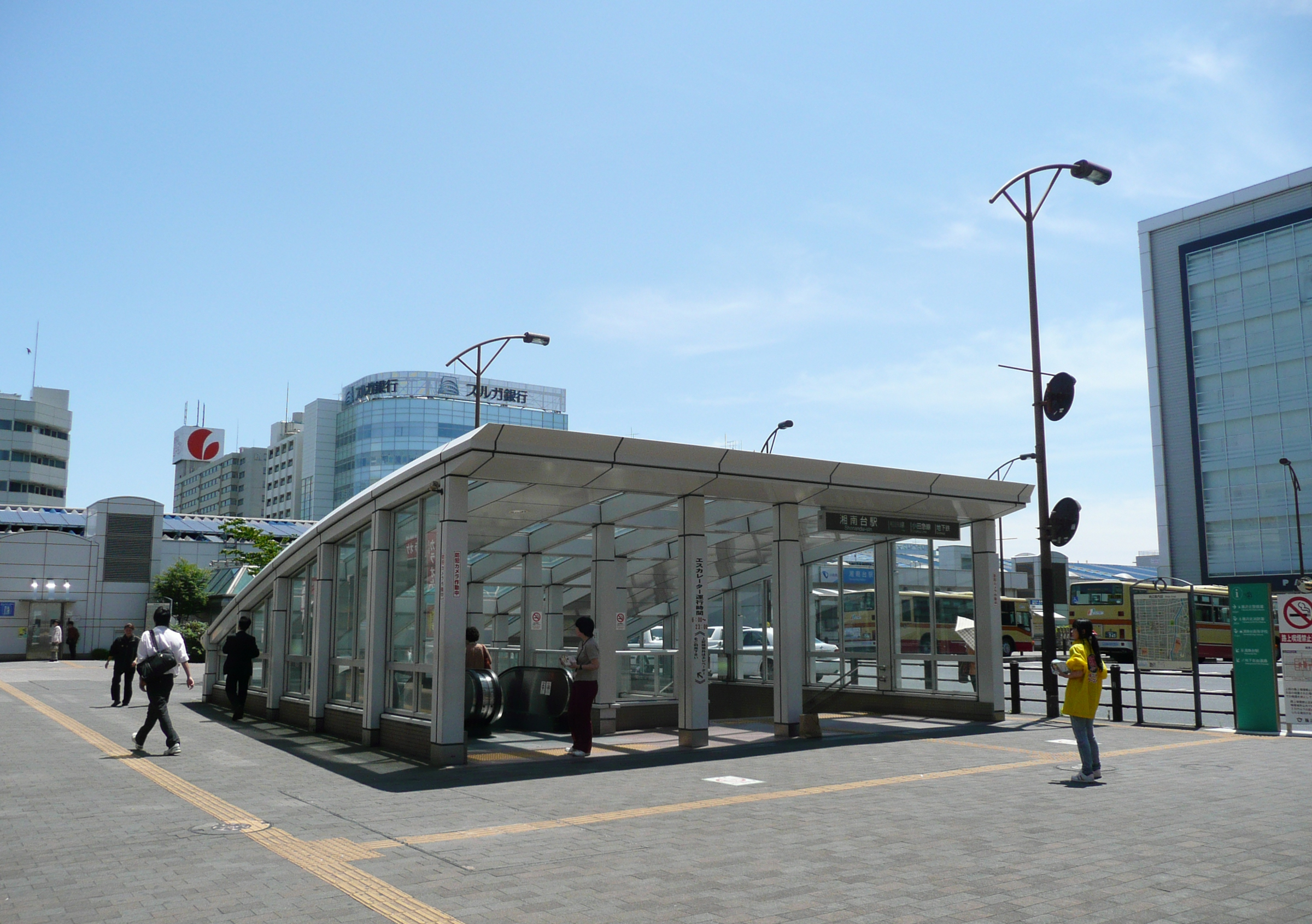
서쪽 출구
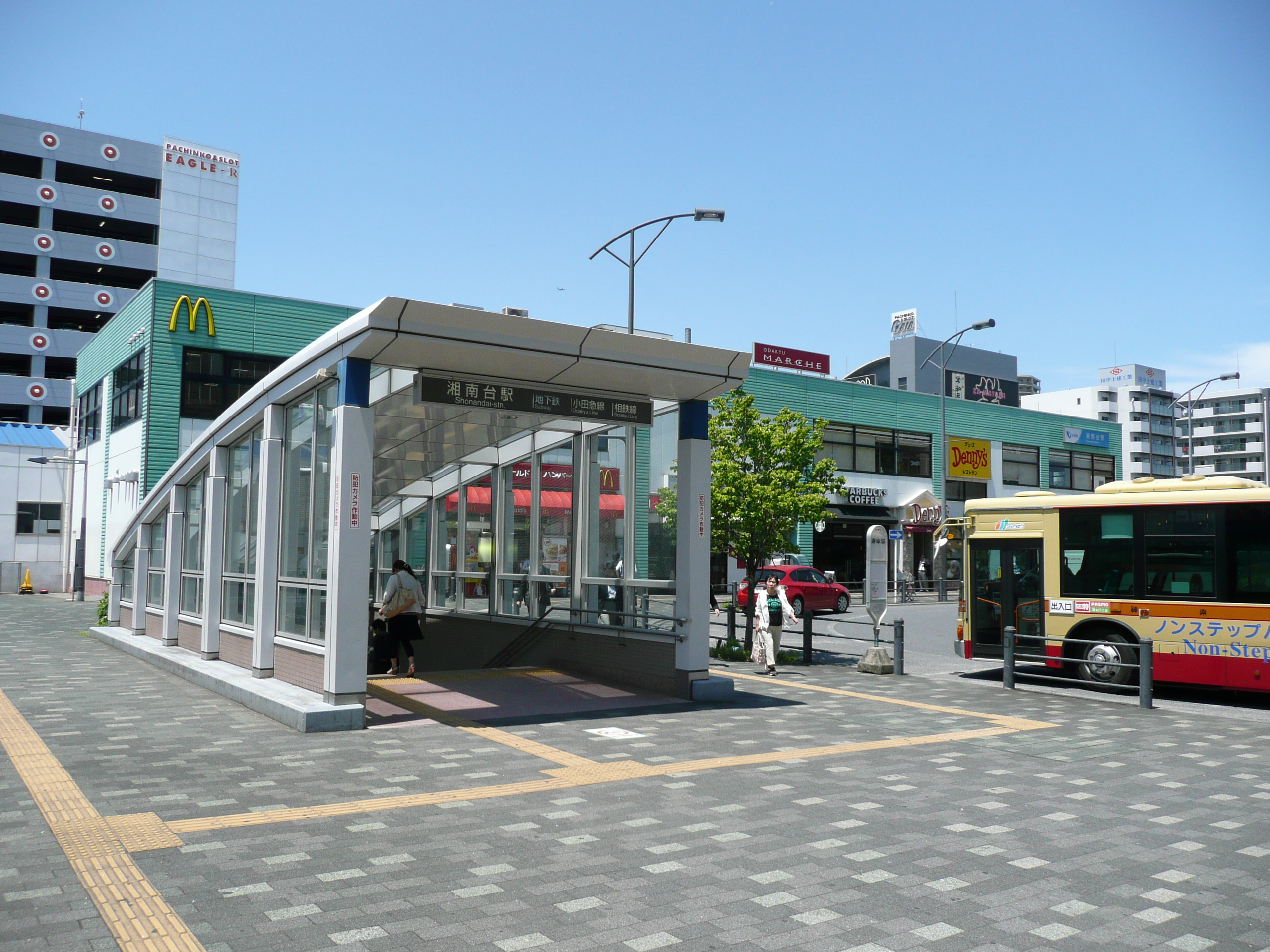
동쪽 출구

## 인접역
| 오다큐 전철 ■ 에노시마 선                    | 오다큐 전철 ■ 에노시마 선 | 오다큐 전철 ■ 에노시마 선                |
| -------------------------------------------- | ------------------------- | ---------------------------------------- |
| 야마토 신주쿠 방면                           | 쾌속급행                  | 후지사와 가타세에노시마 방면             |
| 조고 신주쿠 방면                             | 급행                      | 후지사와 가타세에노시마 방면             |
| 조고 신주쿠 방면                             | 각역정차                  | 무쓰아이 니치다이 앞 가타세에노시마 방면 |
| 사가미 철도 ■ 이즈미노 선                    |                           |                                          |
| 유메가오카 요코하마 방면                     | 쾌속·각역정차             | (시종점역)                               |
| 요코하마 시 교통국 ■ 지하철 블루 라인(1호선) |                           |                                          |
| (시종점역)                                   |                           | 시모이다 B 02 아자미노 방면              |